# Гижицкий, Ян Марек
Ян Марек Антоний Гижицкий (пол. Jan Marek Antoni Giżycki, кличка: Волыняк, Марек Гоздава, Кристин Мазовецкий, Смора, Теофилополитанус; 7 мая 1844, Михновка, Староконстантиновский уезд, Волынская губерния — 27 июня 1925, Краков) — польский историк, исследователь истории церкви на Волыни и истории школ и монашеских орденов в Восточной Европе.

## Биография
Родился в селе Михновка Староконстантиновского уезда Волынской губернии в дворянской семье Казимира Гижицкого и Анны из рода Жуковских. Детские годы проводил в Богдановке на Волыни. В 1854 году поступил в т. н. шляхетскую школу в Чёрном Острове. По нескольких годах перешел в Каменец-Подольскую гимназию. В 1865 году окончил гимназическую науку в Ровно и поступил в Одесский университет на отдел права. В 1866 году переехал в университет в Тарту, где изучал сравнительные славянскую и германскую филологии (1866—1870).
В 1876 году женился на Модесте Лесневич (Leśniewicz), имел двух сыновей и две дочери. В течение 1870—1895 годов работал гимназическим учителем в Тарту, Митаве, Кракове, воспитателем детей в семье князей Чарторыйских. С 1895 года постоянно жил в Кракове. Часто находился на Волыни, исследовал семейные архивы местной шляхты.
Уже во время учебы в гимназии начал исследование истории польского учительства, особенно монастырского, а затем перешел к исследованию истории монашеских орденов, пользуясь монастырских и школьных архивов, часто труднодоступных и неупорядоченных. Оставил большое научное наследие. После смерти Гижицкого, его библиотеку передали Польской Академии Знаний, Библиотеке Ягеллонского университета, Оссолинеуму и Львовским василианам. Корреспонденция сохранялась в Польской Национальной Библиотеке в Варшаве, но во время Варшавского восстания сгорела.

## Работы
- Wołyniak (Giżycki J. M.). Spis klasztorów unickich Bazylianów w wojewodztwie Wołyńskiem / Jan Marek Gizycki. — Kraków: druk W. L. Anczyca i Spółki, 1905. — 145 s.;
- Wołyniak (Giżycki J. M.). Bazylianie w Owruczu // Przewodnik naukowy i literacki. — 1910. — S. 929—940, 1010—1029; 1911. — S. 63-70, 146—165, 269—278, 366—374, 445—454.
- Wołyniak (Giżycki J. M.). Bazylianie we Włodzimierzu i Truhórach. — Kraków: nakładem kilku ziemian Wołyńskich, 1912. — VIII, 173 s.
- [Giżycki J. M.] Wołyniak. O szkole powiatowej w Poczajowie // Przewodnik Naukowy i Literacki. — 1905. — R. 33. — N. 2. — S. 163—175.
- Wołyniak. Resztki Unii na Wołyniu w XIX wieku na podstawie pamiętników Siemaszki i innych zródeł oficialnych. — Poznań: nakładem autora, 1912. — 66 s.
- Wołyniak. Trynitarze na Wołyniu, Podolu i Ukrainie. — T. 1. — Kraków: druk W. L. Anczyca i Spółki, 1909. — XVII, 521 s.; T. 2. — Kraków: druk W. L. Anczyca i Spółki, 1912. — 143 s.
- Wołyniak. Wspomnienie o Trynitarzach na Wołyniu, Podolu i Ukrainie. — Kraków, 1909. — 112 s.
- Wołyniak. Z przeszłości karmelitów na Litwie i Rusi. — Kraków: druk W. L. Anczyca i Spółki, 1918. — Cz. 1. — XVIII, 521 s.
- Wołyniak. Z przeszłości karmelitów na Litwie i Rusi. — Kraków: druk W. L. Anczyca i Spółki, 1918. — Cz. 2. — 251 s.
- Wołyniak (Gizycki J. M.) Spis ważniejszych miejscowości w powiecie Starokonstantynowskim na Wołyniu / Jan Marek Gizycki. — Stary-Konstantynów: nakładem niektórych ziemian wołyńskich, 1910. — 767 s.
- Wołyniak. Z przeszłości Hoszczy na Wołyniu. — Kraków, [b.r]. — 73 s.
- Wołyniak. O bazylianach w Humaniu // Przewodnik Naukowy i Literacki. — 1899. — R. 27. — S. 456—464, 562—570, 657—664, 744—752, 845—858, 938—946, 1031—1043, 1136—1182.